# Xenyllogastrura octoculata
Xenyllogastrura octoculata är en urinsektsart som först beskrevs av Steiner 1955.  Xenyllogastrura octoculata ingår i släktet Xenyllogastrura och familjen Hypogastruridae. Inga underarter finns listade i Catalogue of Life.